# Лосев Іван Володимирович
Іван Володимирович Лосев (нар. 26 січня 1986) — український легкоатлет, який спеціалізується в спортивній ходьбі.
На національних змаганнях представляє Київську область.
Тренується під керівництвом Анни Коваленко.
Одружений з Інною Лосевою, багаторазовою чемпіонкою України зі спортивної ходьби.

## Спортивні досягнення
Срібний призер Універсіади у командній першості з ходьби на 20 км (8 місце в індивідуальному заліку).
Переможець (2013) та бронзовий призер (2019) Кубків Європи з ходьби у командній першості на дистанції 20 км.
Учасник Олімпійських ігор (2012; 45 місце у ходьбі на 20 км).
Багаторазовий чемпіон та призер чемпіонатів України у дисциплінах ходьби.

## Визнання
- Орден Данила Галицького (2013) — за досягнення високих спортивних результатів на XXVII Всесвітній літній Універсіаді в Казані, виявлені самовідданість та волю до перемоги, піднесення міжнародного авторитету України[1].